# Aichryson palmense
Aichryson palmense är en fetbladsväxtart som beskrevs av Philip Barker Webb och C. Bolle. Aichryson palmense ingår i släktet Aichryson och familjen fetbladsväxter. Inga underarter finns listade i Catalogue of Life.